# Karlsfeld
Karlsfeld – miejscowość i gmina w Niemczech, w kraju związkowym Bawaria, w rejencji Górna Bawaria, w regionie Monachium, w powiecie Dachau. Leży około 5 km na południe od Dachau, przy autostradzie A99, drodze B304, drodze B471 i linii kolejowej Monachium – Norymberga.

## Demografia
Dane o ludności z 31 grudnia 2008:
| Opis                                | Ogółem | Ogółem | Kobiety | Kobiety | Mężczyźni | Mężczyźni |
| ----------------------------------- | ------ | ------ | ------- | ------- | --------- | --------- |
| Jednostka                           | osób   | %      | osób    | %       | osób      | %         |
| Populacja                           | 18 184 | 100    | 9109    | 50,09   | 9075      | 49,91     |
| Wiek przedprodukcyjny (0–17 lat)    | 3129   | 17,21  | 1539    | 8,46    | 1590      | 8,74      |
| Wiek produkcyjny (18–65 lat)        | 11 753 | 64,63  | 5748    | 31,61   | 6005      | 33,02     |
| Wiek poprodukcyjny (powyżej 65 lat) | 3302   | 18,16  | 1822    | 10,02   | 1480      | 8,14      |

## Polityka
Wójtem gminy jest Stefan Kolbe z CSU, poprzednio urząd ten obejmował Fritz Nustede, rada gminy składa się z 24 osób.
|      | CSU | SPD | Bündnis für Karlsfeld | Razem |
| 2008 | 12  | 8   | 4                     | 24    |
| 2002 | 12  | 10  | 2                     | 24    |

## Współpraca
- Muro Lucano, Włochy